# Sul globo d'argento
Sul globo d'argento (Na srebrnym globie) è un film del 1988 diretto da Andrzej Żuławski.
La pellicola di fantascienza venne interrotta durante la lavorazione nel giugno del 1977, bloccata dalla censura. Solo nel 1986 si riprese in mano il progetto ma risultò impossibile completare le scene ancora da girare. Si decise così di fare uscire comunque il film con l'inserimento di commenti vocali del regista al posto delle sequenze mancanti. 
Il soggetto è tratto dall'omonimo romanzo di Jerzy Żuławski, prozio paterno dello stesso regista.

## Trama
In un lontano futuro, due ricercatori stazionano in un vecchio palazzo abbandonato, che dividono con una tribù di indigeni. Un cavaliere porta agli scienziati un oggetto tecnologico che sarebbe caduto dal cielo in fiamme. Gli scienziati si rendono conto che si tratta di un vecchio "modulo di trasmissione" e nel loro laboratorio sotterraneo scoprono che contiene il diario video di un astronauta la cui astronave si è schiantata almeno 50 o 60 anni prima.
In un lungo flashback si può osservare un'astronave che si schianta su un pianeta che appare perfettamente vivibile, dopo essere fuggiti da una Terra degradata e vagamente distopica. All'incidente e alle sue conseguenze sopravvivono solo tre astronauti: una donna di nome Marta e due uomini, Piotr e Jerzy. La comunicazione con la Terra viene interrotta e i sopravvissuti decidono di stabilirsi sulla riva del mare, con Marta che, incinta, dà alla luce un figlio.
Ci si rende conto che il bambino cresce molto più velocemente che sulla Terra. Quindi, anni dopo, un nemico invisibile uccide Piotr e Marta che ha dato alla luce un'altra bambina. Decenni dopo, Jerzy è sì molto anziano ma non è invecchiato quanto i "nuovi umani" che pertanto hanno già costituito una piccola comunità. La nuova umanità è formata per lo più da selvaggi che vedono "Il Vecchio" (Jerzy) come un semidio. Prima di morire, lo stesso invia un videodiario sulla Terra contenente le registrazioni effettuate negli anni.
Molti anni dopo, arriva sul pianeta un nuovo scienziato di nome Marek. Quando arriva, i sacerdoti al potere credono che sia il Vecchio di ritorno e dichiarano che Marek è il messia che, secondo la profezia, deve liberare gli umani dal potere di esseri telepatici simili a grandi uccelli chiamati "Shern", nativi del pianeta. Marek si cala nel ruolo e guida una campagna militare contro gli Shern. Intanto scopriamo che Marek è stato mandato su questo pianeta perché la sua ragazza, attrice, aveva intrapreso una relazione con un collega ufficiale, Jacek, che si è adoperato per liberarsi di lui. 
La guerra con gli Shern sembra arridere agli umani che catturano anche il capo degli avversari, Avius, ma poi quando si cerca di conquistare la loro città al di là del mare le cose cominciano a prendere una piega nettamente opposta. Ne segue che i sacerdoti si ricredono sull'origine di Marek, effettivamente mandato dalla Terra e non più messia venuto per adempiere alla profezia religiosa. 
Marek viene lapidato e poi crocifisso. Due rappresentanti della comunità umana raggiungono il razzo di Marek, da dove entrano in contatto con la base che decide di inviarli sulla Vecchia Terra.

## Produzione

### Riprese
Le riprese hanno coinvolto diverse località polacche, tra le quali Władysławowo, Gdynia (spiaggia a Babie Doły), Karwia, Łeba, Lisi Jar, Cracovia (ul. Grodzka, chiesa di San Pietro e Paolo, Kazimierz, cimitero di Remu), Wieliczka, Breslavia (rotonda del panorama di Racławice in ul Jana Evangelista Purkyniego 11), Police (fabbrica di benzina sintetica), nonché la Mongolia (Deserto del Gobi vicino a Dalanzadgad) e parti del Caucaso nel territorio della Georgia.